# Utopia (Fernsehserie, 2013)
Utopia ist eine britische Thriller-Serie, die Channel 4 vom 15. Januar 2013 bis zum 12. August 2014 ausstrahlte. Die beiden Staffeln umfassen je sechs Episoden. Die Fernsehserie wurde in Großbritannien gedreht und von Dennis Kelly geschrieben. Produziert wurde sie von der Produktionsfirma Kudos Film and Television. Die Musik zur Serie wurde von Cristobal Tapia de Veer komponiert. Anfang Oktober 2014 gab Channel 4 bekannt, keine weiteren Staffeln der Serie zu produzieren.

## Handlung
Namensgebend ist für die Fernsehserie die fiktive Graphic Novel The Utopia Experiment. Im Internet lernen sich vier Fans des Bilderromans kennen: die ehemalige Medizinstudentin Becky, der gelangweilte Ian, der Verschwörungstheoretiker Wilson Wilson und der elfjährige Grant. Nach kurzer Zeit stößt die gesuchte Jessica Hyde dazu. Gemeinsam geraten sie in eine Obsession, das sagenumwobene Geheimnis des The Utopia Experiment zu lüften, das angeblich katastrophale Ereignisse voraussagen kann. Die Fünf geraten einer Geheimorganisation in die Quere, die sich The Network nennt. Des Weiteren heftet sich der Auftragsmörder Arby dem Quintett an die Fersen.

## Besetzung
Die Synchronisation der Serie wurde bei der Film- & Fernseh-Synchron nach Dialogbüchern von Christine Roche unter der Dialogregie von Manuel Straube erstellt.
| Rolle           | Darsteller             | Synchronsprecher |
| --------------- | ---------------------- | ---------------- |
| Jessica Hyde    | Fiona O’Shaughnessy    | Julia Haacke     |
| Becky           | Alexandra Roach        | Annina Jest      |
| Ian Johnson     | Nathan Stewart-Jarrett | Benedikt Gutjan  |
| Wilson Wilson   | Adeel Akhtar           | Benedikt Weber   |
| Grant Leetham   | Oliver Woolford        |                  |
| Michael Dugdale | Paul Higgins           | Martin Halm      |
| Arby            | Neil Maskell           | Dominik Auer     |
| Lee             | Paul Ready             |                  |
| Terrence        | Steven Robertson       |                  |

| Rolle               | Darsteller      | Synchronsprecher     |
| ------------------- | --------------- | -------------------- |
| Geoff               | Alistair Petrie | Matthias Klie        |
| Conran Letts        | Stephen Rea     | Gudo Hoegel          |
| Assistent von Letts | James Fox       | Michael Schwarzmaier |
| Jen Dugdale         | Ruth Gemmell    | Elisabeth Günther    |
| Alice Ward          | Emilia Jones    | Janne Wetzel         |
| Milner              | Geraldine James | Dagmar Dempe         |
| Detective Reynolds  | Michael Smiley  | Claus-Peter Damitz   |
| Bejan Chervo        | Mark Stobbart   |                      |
| Donaldson           | Simon McBurney  | Kai Taschner         |
| Anton               | Ian McDiarmid   |                      |

## Episodenüberblick

### 1. Staffel
| Staffel # | Episode # | Titel     | Regie                             | Britische Zuschauer (in Millionen) | Ausstrahlungsdatum (britisches Fernsehen) | Ausstrahlungsdatum (deutsches Fernsehen) |
| --------- | --------- | --------- | --------------------------------- | ---------------------------------- | ----------------------------------------- | ---------------------------------------- |
| 1         | 1         | Episode 1 | Marc Munden                       | 1,7                                | 15. Januar 2013                           | 19. März 2014                            |
| 1         | 2         | Episode 2 | Marc Munden                       | 1,45                               | 22. Januar 2013                           | 26. März 2014                            |
| 1         | 3         | Episode 3 | Marc Munden                       | 1,42                               | 29. Januar 2013                           | 2. April 2014                            |
| 1         | 4         | Episode 4 | Alex Garcia Lopez & Wayne Che Yip | 1,52                               | 5. Februar 2013                           | 9. April 2014                            |
| 1         | 5         | Episode 5 | Alex Garcia Lopez & Wayne Che Yip | Weniger als 1,21                   | 12. Februar 2013                          | 16. April 2014                           |
| 1         | 6         | Episode 6 | Alex Garcia Lopez & Wayne Che Yip | Weniger als 1,15                   | 19. Februar 2013                          | 23. April 2014                           |

### 2. Staffel
| Staffel # | Episode # | Titel            | Regie       | Britische Zuschauer (in Millionen) | Ausstrahlungsdatum (britisches Fernsehen) | Ausstrahlungsdatum (deutsches Fernsehen) |
| --------- | --------- | ---------------- | ----------- | ---------------------------------- | ----------------------------------------- | ---------------------------------------- |
| 2         | 1         | Pressing Matters | Marc Munden |                                    | 14. Juli 2014                             | 10. Dezember 2014                        |
| 2         | 2         | Confinement      | Marc Munden |                                    | 15. Juli 2014                             | 17. Dezember 2014                        |
| 2         | 3         | Episode 3        | Marc Munden |                                    | 22. Juli 2014                             | 24. Dezember 2014                        |
| 2         | 4         | Episode 4        | Sam Donovan |                                    | 29. Juli 2014                             | 31. Dezember 2014                        |
| 2         | 5         | Episode 5        | Sam Donovan |                                    | 5. August 2014                            | 7. Januar 2015                           |
| 2         | 6         | Episode 6        | Sam Donovan |                                    | 12. August 2014                           | 14. Januar 2015                          |

## Veröffentlichungen

### DVD und Blu-ray

#### Großbritannien
- Staffel 1 erschien am 11. März 2013
- Staffel 2 erschien am 18. August 2014

#### Deutschland
- Staffel 1 erschien am 15. Januar 2015
- Staffel 2 erschien am 26. Juni 2015

### Soundtrack
Am 7. Oktober 2013 wurde eine CD mit dem Soundtrack des Komponisten Cristobal Tapia De Veer veröffentlicht.

## Auszeichnungen
2014 gewann Utopia einen International Emmy Award in der Kategorie Dramaserie.

## Rezeption
Utopia wurde allgemein gut aufgenommen. 
Auf Internet Movie Database erreichte Utopia basierend auf etwa 36.000 Bewertungen im August 2019 eine Durchschnittswertung von 8,4/10.
Tom Sutcliffe von The Independent lobte die „großartige visuelle Darstellung“ (englisch “great visual style”) der Serie und betont hinsichtlich der Charaktere, dass „man nie das Gefühl bekäme, Utopia benutze austauschbare Marionetten“ (“you never get the feeling that it [Utopia]'s just toying with interchangeable puppets”).
Sam Wollaston von The Guardian bezeichnet Utopia als Zeugnis brillanter Vorstellungskraft (“work of brilliant imagination”) und hob unter anderem die Anfangsszene als „fantastisch“ (“now that’s a fantastic scene”) hervor. Andererseits merkt er die teils zu gewalttätige Darstellung als negativen Aspekt an.

## US-Remake
Im Februar 2014 wurde bekanntgegeben, dass der amerikanische Kabelfernsehanbieter HBO eine amerikanische Adaption der Serie in Auftrag gegeben hat. Regisseur David Fincher sollte die US-Version drehen und gemeinsam mit Gillian Flynn und Joshua Donen als ausführender Produzent agieren. Im August 2015 gab HBO, aufgrund von Budgetschwierigkeiten des Projekts, die Einstellung der geplanten Fernsehserie bekannt, die sich zu dieser Zeit in der Produktion befand. 2018 bestellte Amazon eine weitere Utopia-Neuauflage bei der im ersten Anlauf beteiligten Autorin Flynn. Seit dem 30. Oktober 2020 ist die US-Adaption unter dem Titel Utopia bei Amazon Prime abrufbar. Sie wurde nach dieser Staffel wieder abgesetzt.